# Praia do Ribeirão da Ilha
A praia de Ribeirão da Ilha se localiza na baía sul de Florianópolis, capital do estado de Santa Catarina, e é formado por várias praias pequenas.
O Ribeirão da Ilha foi uma das primeiras comunidades do Estado e a primeira de Florianópolis a ser habitada, no século XVI, pelos índios Carijós. O nome dado à praia origina-se de um pequeno rio ou ribeira, situado no local (ribeiracô em linguagem indígena).
De acordo com historiadores, os primeiros navegadores portugueses e espanhóis chegaram por volta de 1506. Vinte anos mais tarde, o navegador Sebastião Caboto atravessou o Atlântico e veio para cá, e segundo informações, foi no Porto do Ribeirão que Caboto teria ancorado. Entre 1748 e 1756 houve a colonização efetiva da Ilha, desembarcando cerca de seis mil açorianos. Alguns autores contam que cinquenta casais estabeleceram-se no Ribeirão da Ilha.
Localizado a 36 quilômetros do centro de Florianópolis, o Ribeirão da Ilha é composto por várias praias pequenas, de águas calmas e areia grossa. É considerado um dos poucos lugares do litoral Sul do Brasil que conserva bem os traços da colonização portuguesa. Um passeio até a praia é uma volta aos costumes e cultura açorianos.
Logo quando se chega, percebe-se os traços definidores desta cultura ainda preservados de forma original e intensa. As casas, em sua maioria, possuem paredes rosas com janelas amarelas ou brancas. Ou verde com azul. As cortinas também chamam a atenção, quase todas feitas de renda. Além disso, é comum a presença de mulheres debruçadas na janela, apreciando o movimento do lado de fora, ou proseando com alguma comadre que por ali passa. Enquanto isso, seus maridos, quase todos pescadores, puxam as redes na praia para trazer peixe fresco para casa.
O casario açoriano, a Igreja Nossa Senhora da Lapa do Ribeirão e o Museu Etnológico do Ribeirão da Ilha (que guarda documentos e algumas peças que contam a história da região) são alguns exemplos de lugares típicos de Florianópolis que também estão situados no Ribeirão da Ilha